# Sunday's River Valley
Sunday's River Valley est une municipalité locale située dans le district de Sarah Baartman, dans la province du Cap oriental, en Afrique du Sud. En 2011, sa population est de 54 504 habitants.

## Source
- (en) Cet article est partiellement ou en totalité issu de l’article de Wikipédia en anglais intitulé « Sunday's River Valley Local Municipality » (voir la liste des auteurs).